# 카우보이 팝
카우보이 팝은 미국의 음악 저널리스트 JD 콘시딘이 Rubber Rodeo 의 1984년 앨범 Scenic Views 에 대한 리뷰에서 처음 만들어낸 용어이다. 이 용어는 1980년대에 만들어졌지만 그 이후로 다양하게 사용되었다. 이 용어는 2010년대 후반부터 컨트리 영향을 받은 인디 록과 인디 팝 밴드를 설명하는 데 사용되기 시작했다.

## 역사

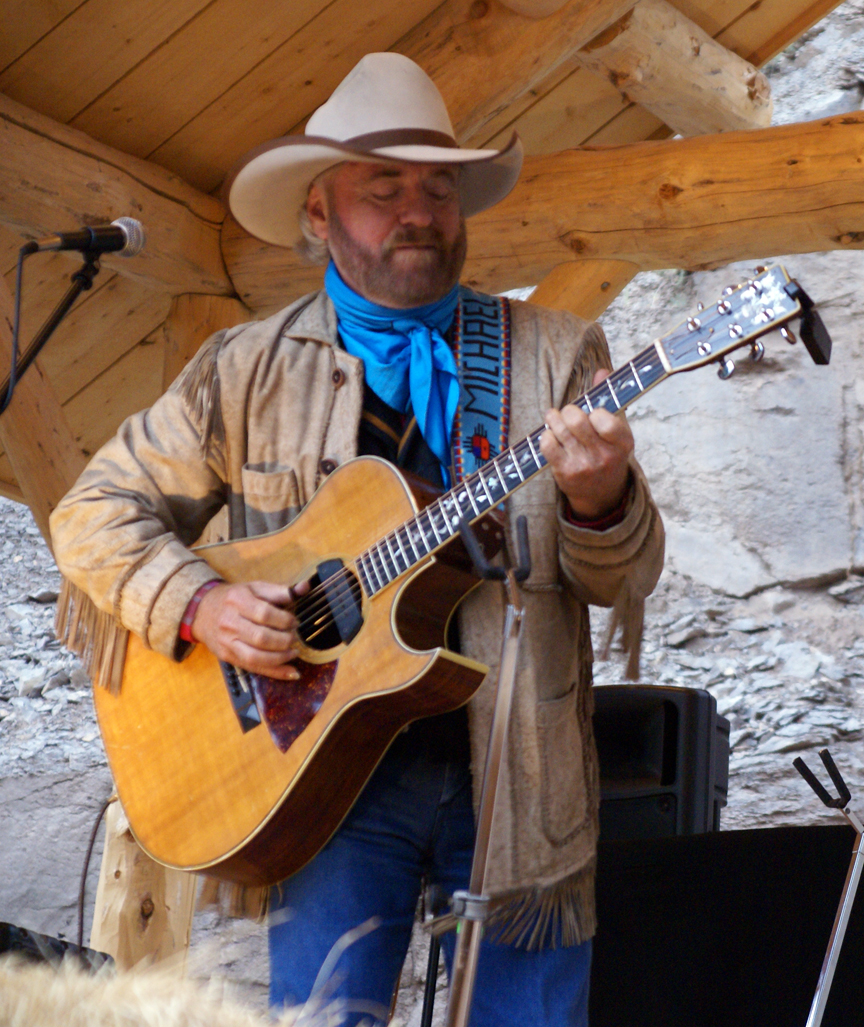
마이클 마틴 머피 의 음악은 카우보이 팝이라고 불린다.

### 서부 영화 속 팝 발라드
1980년대에 콘시딘이 "카우보이 팝"이라는 용어를 만들어낸 이후, 이 용어는 20세기 전반에 녹음된 광범위한 음악을 설명하는 데 사용되었다. 2000년대 초반, 배리 메이저, 존 T. 데이비스, 리처드 칼린과 같은 음악 저널리스트들은 서부 영화에 사용된 팝 발라드를 카우보이 팝이라고 설명하기 시작했다. Barry Mazor는 Jimmy Wakely를 "카우보이 팝 가수"라고 부르고 "카우보이 영화를 부르는 것이 지배적이었던 시절, 할리우드는 카우보이 팝 발라드 가수의 사운드와 텍사스에서 태어난 전혀 다른 사운드를 거의 구별하지 않았습니다. 이 사운드에서 Jimmie Rodgers는 형성적인 역할을 했습니다."라고 주장했다. 배우이자 카우보이 팝 발라드 가수인 Wakely는 Riders of the Dawn 과 Silver Trails 와 같이 그가 출연한 많은 서부 영화에서 노래를 불렀다. 마찬가지로 John T. Davis는 Marty Robbins를 "카우보이 팝 발라드 가수"라고 불렀는데, 그는 나중에 Gun of a Stranger 와 같은 서부 영화에 출연하고 음악을 제공했다. Marty Robbins의 1959년 노래 " El Paso "는 Ling Music Group에서 발매한 2011년 컴필레이션 앨범 Cowboy Pop 에 수록되었다. Jimmy Wakely와 Marty Robbins와 마찬가지로 Wilf Carter 의 1949년 녹음 "Bluebird on Your Windowsill"은 Richard Carlin에 의해 "키치한 고전으로 소중히 여겨지는 카우보이 팝의 한 종류"로 설명되었다. Wilf Carter의 노래는 John Ford의 1939년 Stagecoach 와 같은 카우보이 영화의 음악으로도 사용되었다. 이러한 인기 있는 카우보이 가수들은 음악 저널리스트 JD 콘시딘이 카우보이 팝이라는 용어를 만들어내기 전에 활동했지만, 회고해보면 서부 영화의 맥락에서 팝 발라드를 부른 것으로 알려져 있다.

### 1970년대와 1980년대의 소프트 록
지미 웨이클리, 마티 로빈스, 윌프 카터와 같은 카우보이 가수들의 초기 팝 발라드를 넘어, 카우보이 팝이라는 용어는 마이클 마틴 머피 와 알렉스 하비 와 같이 음악에 카우보이 미학을 구현한 1970년대와 1980년대의 소프트 록 연주자들을 설명하는 데에도 사용되었다. Stereo Review에서는 Michael Martin Murphey를 카우보이 팝 가수라고 칭했고, JazzTimes 에서도 Alex Harvey의 1971년 노래 " Rings "를 카우보이 팝이라고 불렀다. 1974년 12월, 소프트 록 가수 폴 데이비스(Paul Davis)는 " Ride 'Em Cowboy "라는 노래를 발표했는데, 이 노래는 빌보드 팝스탠다드 싱글 차트 에서 4위, 핫 100 차트 에서 27위를 기록했다. 바로크 팝 음악의 맥락에서 Van Dyke Parks는 1989년 노래 "Cowboy"에서 카우보이 미학을 사용했는데, The Wire는 이를 "하와이와 진주만에 대한 일본의 공격에 대한 복잡한 서사"라고 설명했다. Parks는 2001년 Utah Carol의 "Cowboy Pop Song"을 제작했다

## 2010년대

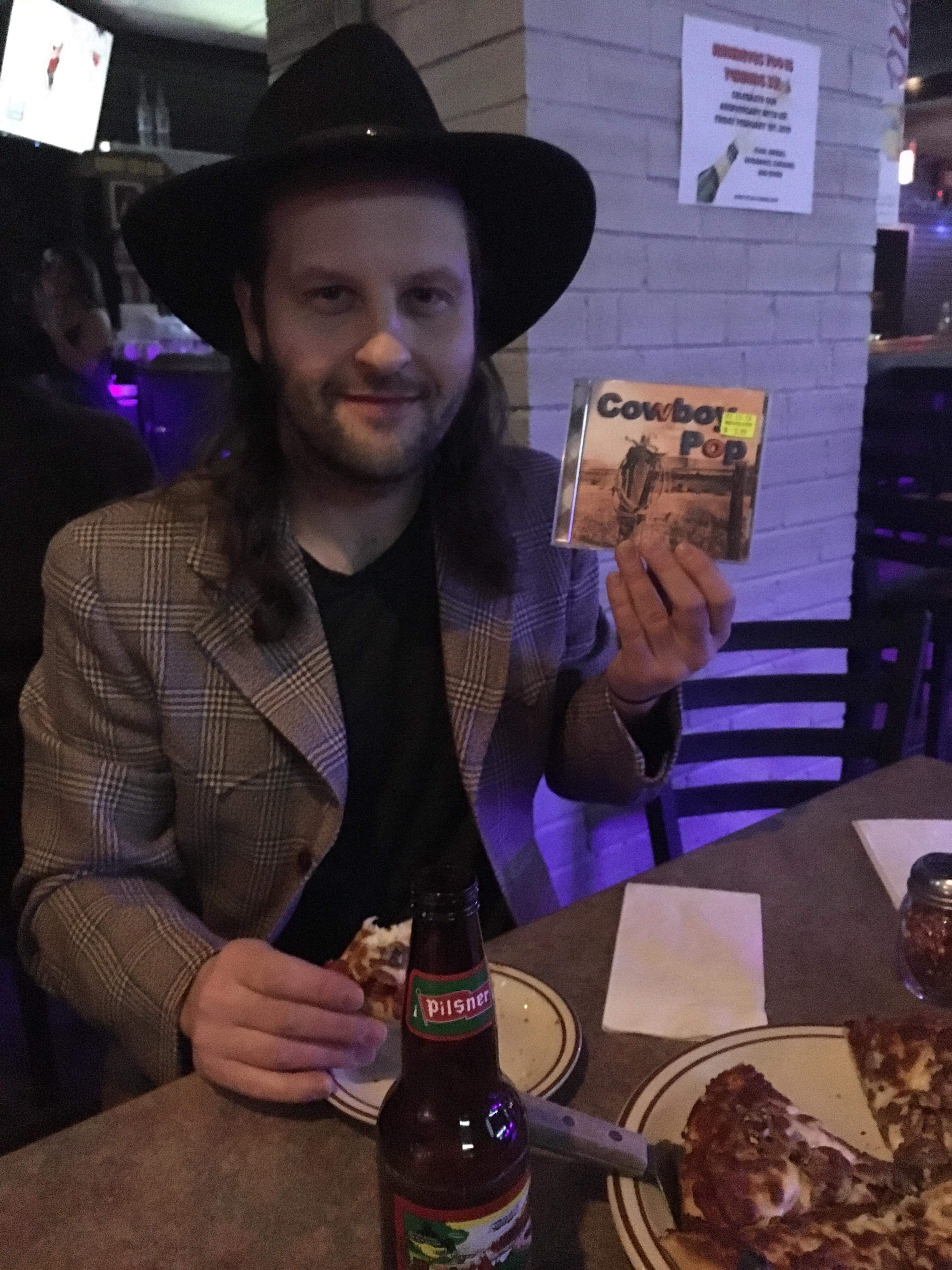
음악 팬이 음악 페스티벌에서 카우보이 팝 CD를 전시하고 있다

2010년대 후반, 카우보이 팝이라는 용어는 뉴욕시의 몇몇 컨트리 영향을 받은 인디 록과 인디 팝 밴드를 설명하는 데 사용되기 시작했다. 연관된 그룹으로는 Babies' Babies, Baby Jey, Cut Worms, Dark Tea, Dougie Poole, New Love Crowd, Sam Evian, Widowspeak, Wilder Maker 등이 있으며, 이들 중 몇몇은 함께 공연한 적이 있다. 2015년 Stereogum은 Wilder Maker의 음악을 "한쪽 눈은 무법 영역을 향해 방황하고 다른 한쪽 눈은 귀에 잘 들리는 멜로디에 고정된 카우보이 팝"이라고 설명했다. 무법 컨트리의 영향은 New Commute 에서도 비슷하게 언급되었으며, Dougie Poole의 음악을 "실험적 팝과 무법 컨트리의 교차점"이라고 설명했다. London in Stereo는 Widowspeak의 2017년 발매 Expect the Best를 "카우보이 팝 장르에 꼭 들어맞는 완성도 높은 앨범"이라고 불렀다. 2018년 인터뷰에서 Baby Jey는 Prince 와 1980년대 컨트리 가수 Tanya Tucker, Keith Whitley, Johnny Lee 와 같은 영향을 언급하며 현대 카우보이 팝의 발전에 대한 추가적인 맥락을 제공했다.
2018년부터 음악 블로그 애그리게이터 Hype Machine은 카우보이 팝이라는 용어를 음악 장르로 사용하고 있다.

## 참고문헌
1. ↑  Considine, J.D. (August 1984). “Rubber Rodeo — Scenic Views”. 《Musician》 70: 100.
2. ↑  As a description of pop ballads used in cowboy films, see Mazor, Barry (2012). 《Meeting Jimmie Rodgers: How America's Original Roots Music Hero Changed the Pop Sounds of a Century》. Oxford University Press. 143–144쪽. ISBN 978-0199891863.
3. ↑  “VMP Rising: Dreamer Boy”. 《Vinyl Me Please》 (영어). 2019년 4월 16일. 2019년 4월 16일에 확인함.
4. ↑  Mazor, Barry (2014). 《Ralph Peer and the Making of Popular Roots Music》. Chicago Review Press. 228쪽.
5. ↑  Mazor, Barry (2012). 《Meeting Jimmie Rodgers: How America's Original Roots Music Hero Changed the Pop Sounds of a Century》. Oxford University Press. 143–144쪽. ISBN 978-0199891863.
6. ↑  “Riders of the Dawn (1945) - Overview - TCM.com”. 《Turner Classic Movies》 (영어). 2019년 1월 17일에 확인함.
7. ↑  “Silver Trails (1948) - Overview - TCM.com”. 《Turner Classic Movies》 (영어). 2019년 1월 17일에 확인함.
8. ↑  “Jimmy Wakely Profile”. 《Turner Classic Movies》. 2019년 1월 17일에 확인함.
9. ↑  Davis, John T. (2000). 《Austin City Limits: 25 Years of American Music》. Billboard Books. 55쪽. ISBN 9780823083039.
10. ↑  “Guns of a Stranger (1973) - Overview - TCM.com”. 《Turner Classic Movies》 (영어). 2018년 9월 29일에 확인함.
11. ↑  “Release "Cowboy Pop" by Various Artists - MusicBrainz”. 《musicbrainz.org》 (영어). 2018년 9월 29일에 확인함.
12. ↑  Carlin, Richard (November 2002). “Carter, Wilf”. 《Country Music: A Biographical Dictionary》: 60.
13. ↑  “Stagecoach (1939) - Notes - TCM.com”. 《Turner Classic Movies》 (영어). 2018년 12월 15일에 확인함.
14. ↑  “Popular Music”. 《Stereo Review》 60: 92. 1995.
15. ↑  Carlson, Russell. “Leo Kottke and Mike Gordon: Sixty Six Steps”. 《JazzTimes》 (미국 영어). 2019년 1월 13일에 확인함.
16. ↑  https://www.billboard.com/charts/adult-contemporary/
17. ↑  https://www.billboard.com/charts/hot-100/
18. ↑  Bell, Clive (February 2000). “Van Dyke Parks + The High Llamas”. 《The Wire》 192: 69.
19. ↑  “Utah Carol | Biography & History”. 《AllMusic》 (미국 영어). 2019년 2월 22일에 확인함.
20. 1 2  “Stream Wilder Maker Everyday Crimes Against Objects of Desire, Vol II. (”.
21. 1 2  Smith, Lauren (2017년 8월 23일). “Widowspeak - Expect The Best // Album Review”. 《London in Stereo》 (미국 영어). 2018년 12월 15일에 확인함.
22. ↑  Murphy, Sarah (2018년 12월 20일). “Baby Jey Reveal Surreal Every Thing Video”. 《Exclaim!》 (영어). 2019년 1월 2일에 확인함.
23. ↑  “Baby Jey's "U Don't Have 2 Go Alone" shows us how cowboys do pop”. 《Earmilk》 (미국 영어). 2018년 8월 24일. 2018년 9월 29일에 확인함.
24. ↑  For Cut Worms and Sam Evian, see “Cut Worms & Sam Evian at Brooklyn Steel”. 《BrooklynVegan》 (미국 영어). 2018년 9월 29일에 확인함.
25. ↑  “Dougie Poole- Wideass Highway”. 《New Commute》 (미국 영어). 2018년 9월 29일에 확인함.
26. ↑  “Baby Jey – "Someday My Space Cowboy Will Come"”. 《Orcasound.com》 (미국 영어). 2019년 1월 12일에 확인함.
27. ↑  “Songs tagged cowboy pop / Hype Machine”. 《Hype Machine》 (영어). 2018년 9월 29일에 확인함.